# جون سيفوينتي
جون سيفوينتي (23 يوليو 1992 - )، لاعب كرة قدم إكوادوري يلعب في مركز المهاجم، ويلعب مع منتخب الإكوادور لكرة القدم.

## روابط خارجية
- جون سيفوينتي على موقع قاعدة بيانات كرة القدم.إي يو (الإنجليزية)
- جون سيفوينتي على موقع ناشيونال فوتبول تيمز (الإنجليزية)
- جون سيفوينتي على موقع Soccerway.com (الإنجليزية)